# Ковали (Львовский район)
Ковали (укр. Ковалі) — село в Рава-Русской городской общине Львовского района Львовской области Украины.
Население по переписи 2001 года составляло 116 человек. Занимает площадь 1,85 км². Почтовый индекс — 80321. Телефонный код — 3252.